# Hald (Randers Kommune)
 For alternative betydninger, se Hald. (Se også artikler, som begynder med Hald)
Hald er en by i Østjylland med 348 indbyggere  (2024), beliggende 6 km nordøst for Spentrup, 21 km syd for Hadsund og 13 km nordøst for Randers. Byen hører til Randers Kommune og ligger i Region Midtjylland.
Hald hører til Hald Sogn. Hald Kirke ligger i den sydvestlige ende af byen. Hald er højt beliggende med udsigt til Randers Fjord, Kattegat og glimt af Mariager Fjord. Hald Møllevej når op i 103 m o.h.

## Faciliteter
Hald Forsamlingshus blev bygget i 1889 og udvidet i 1952. Det kan rumme 140 personer, heraf 110 i den store sal, som har scene, og 30 i den lille sal. Huset har service til 100 personer.
Hald-Kærby Centralskole blev indviet i 1961. Den havde 0.-7. klasse og ca. 100 elever, da den blev lukket i starten af 2010'erne. Skolen benyttes nu af CSV Randers (Center for Specialundervisning for Voksne). Børnene blev flyttet til Korshøjskolen i Harridslev og i 2015 til Grønhøjskolen i Øster Tørslev.
Den lokale idrætsforening Hald IF blev i 1965 lagt sammen med naboklubben Gjerlev-Enslev IF og omdøbt til Boldklubben 65. Hald har dog sin egen gymnastikforening.

## Historie
I 1870 blev der oprettet en sparekasse i Hald.

### Jernbanen
Hald fik station på Randers-Hadsund Jernbane (1883-1969). Stationen blev anlagt på bar mark 2 km nordvest for kirkelandsbyen. Den var krydsningsstation med to perronspor og et læssespor. Stationsbygningen er bevaret på Kærbyvej 29.

## Kendte personer fra Hald
Johan Exner (1897-1981) var sognepræst i Hald-Kærby pastorat 1923-64, fra 1931 provst. Han begyndte i 1937 at rejse rundt i landet for at overtale lodsejere tæt op ad de gamle kirker til frivillige fredninger, så synligheden af kirkerne og udsynet fra dem blev sikret. Især i 1950'erne blev der indgået mange aftaler, så der nu findes ca. 1.100 af disse "Provst Exner-fredninger".
Johan Exner, der er begravet på Hald Kirkegård, blev far til to kunstnerisk begavede sønner, begge født og opvokset i Hald:
- Johannes Exner (1926-2015), arkitekt og lektor i restaurering. Han mødte sin kone Inger Exner (født Würtzen) på Randers Statsskole, og de to har i samarbejde tegnet mange prisbelønnede kirker og bygninger i Danmark og udlandet samt udført en del restaureringer, heriblandt af Koldinghus.
- Bent Exner (1932-2006)), guldsmed, kendt for sin unikke smykke- og kirkekunst og en af de få i Danmark, der beherskede lueforgyldning.

Johan Exner var logivært for modstandsbevægelsen, som Johannes Exner også kom med i. De blev i 1945 arresteret af Gestapo.
Det menes, at slægten Hall, der bl.a. tæller konseilspræsident Carl Christian Hall, stammer fra Hald.